# Memphis Rogues
Memphis Rogues – amerykański klub piłkarski z Memphis, w stanie Tennessee. Drużyna występowała w lidze NASL, a jego domowym obiektem był Liberty Bowl Memorial Stadium, natomiast halowa drużyna swoje mecze domowe rozgrywała w hali Mid-South Coliseum. Zespół istniał w latach 1978-1980.

## Historia
Klub został założony w 1978 roku przez Harry'ego T. Manguriana Jr. i Beau Rogersa. W drugiej połowie lat 70. obaj przedsiębiorcy połączyli siły w celu stworzenia nowego klubu piłkarskiego w lidze NASL. Mangurian był właścicielem toru do wyścigów konnych na Florydzie, a Rogers był współwłaścicielem i dyrektorem generalnym klubu ligi NASL - Tampa Bay Rowdies. Obaj szukali miasta, w którym miałaby się znajdować siedziba ich nowego klubu. Byli w m.in.: Nowym Orleanie, Houston, Nashville i Atlancie - ostatecznie siedziba klubu znalazła się w Memphis. Maskotką klubu był słoń.
Pierwszym błędem popełnionym przez klub było zatrudnienie byłego trenera Galatasaray SK - Malcolma Allisona, gdyż nie udało mu się znaleźć wymaganej liczby zawodników w celu przystąpienia do rozgrywek ligi NASL. Został zwolniony nie prowadząc żadnego meczu, a klub na jego miejsce zatrudnił byłą gwiazdę Chelsea F.C. - Eddie McCreadie. Niestety klub sezon 1978 zakończył na 3. miejscu w Dywizji Środkowej i nie awansował do play-offów. Frekwencja na meczach również nie była imponująca (średnia 8708 widzów).
Drugi sezon - sezon 1978, został zakłócony z powodu strajku zawodników, którzy byli przeciwni odejściu trenera Eddiego McCreadiego na emeryturę. Klub oprócz słabych wyników sportowych, osiągał również słabe wyniki finansowe oraz organizacyjnych (średnia 7137 widzów - wynik lepszy tylko od trzech drużyn).
Kłopoty finansowe klubu zmusiły w 1980 roku Manguriana i Rogersa do sprzedaży klubu Avronomi Fogelmanowi. Fogelman był właścicielem małego klubu baseballowego w Memphis, a jakiś czas później został właścicielem klubu Major League Baseball - Kansas City Royals. Choć frekwencja w sezonie 1980 do śr. 9864 na mecz, wyniki w lidze NASL wciąż nie były zadowalające (17. miejsce). Trener Eddie McCreadie odszedł z klubu, a na stanowisku trenera zastąpił były kolega McCreadiego z Chelsea F.C. - Charlie Cooke. W 1980 roku halowa drużyna klubu sięgnęła po halowe wicemistrzostwo NASL, gdzie w finale rozgrywek przegrała z Tampa Bay Rowdies. Średnia widzów na Mid-South Coliseum w tym sezonie również była imponująca - średnia 9081 widzów na mecz..
Mephis Rogues ostatni mecz na Liberty Bowl Memorial Stadium rozegrał przeciwko Houston Hurricane, z którym zespół wygrał 6:1. Ostatniego gola w historii klubu strzelił Tony Field.
W 1981 roku Avron Fogelman sprzedał klub Nelsonowi Skalbanii, kanadyjskiemu biznesmenowi, który przeniósł klub do Calgary i zmienił nazwę klubu na Calgary Boomers, jednak klub po roku działalności został rozwiązany w 1981 roku.

## Osiągnięcia
- Halowy wicemistrz NASL: 1980

## Sezon po sezonie
| Sezon | Liga | Bilans meczów | Pkt | Sezon                                                | Playoff                | Śr. frekwencja |
| ----- | ---- | ------------- | --- | ---------------------------------------------------- | ---------------------- | -------------- |
| 1978  | NASL | 10–20         | 101 | 3.miejsce, Dywizja Środkowa, Konferencja Amerykańska | Nie zakwalifikował się | 8,708          |
| 1979  | NASL | 6–24          | 73  | 4.miejsce, Dywizja Środkowa, Konferencja Amerykańska | Nie zakwalifikował się | 7,137          |
| 1980  | NASL | 14–18         | 126 | 4.miejsce, Dywizja Środkowa, Konferencja Amerykańska | Nie zakwalifikował się | 9,864          |

### Halowa NASL
| Sezon   | Liga | Bilans meczów | Pkt | Sezon                        | Playoff         | Śr. frekwencja |
| ------- | ---- | ------------- | --- | ---------------------------- | --------------- | -------------- |
| 1979–80 | NASL | 9-3           | —   | 1.miejsce, Dywizja Wschodnia | Wicemistrzostwo | 9,081          |

## Trenerzy
- 1978: Malcolm Allison
- 1978–1979: Eddie McCreadie
- 1980: Charlie Cooke